# Helena Fromm
Helena Fromm (Oeventrop, 5 de agosto de 1987) é uma taekwondista alemã.
Helena Fromm competiu nos Jogos Olímpicos de 2008 e 2012 na qual conquistou a medalha de bronze em 2012.